# 薩瓦納格蘭德 (大西洋省)
薩瓦納格蘭德是哥倫比亞的城鎮，位於該國北部，由大西洋省負責管轄，距離首府巴蘭基亞19公里，始建於1857年11月6日，面積43平方公里，海拔高度87米，2005年人口24,880。

## 外部連結
- （西班牙文） Gobernacion de Sucre - Buenavista
- （西班牙文） Buenavista official website
- （西班牙文） Buenavista official website 2

9°19′20″N 74°58′38″W / 9.32222°N 74.9772°W